# Ptenochirus
Genre
Ptenochirus est un genre de chauve-souris de la famille des Pteropodidae.

## Espèces
- Ptenochirus jagori (Peters, 1861)
- Ptenochirus minor Yoshiyuki, 1979